# Elihu Yale

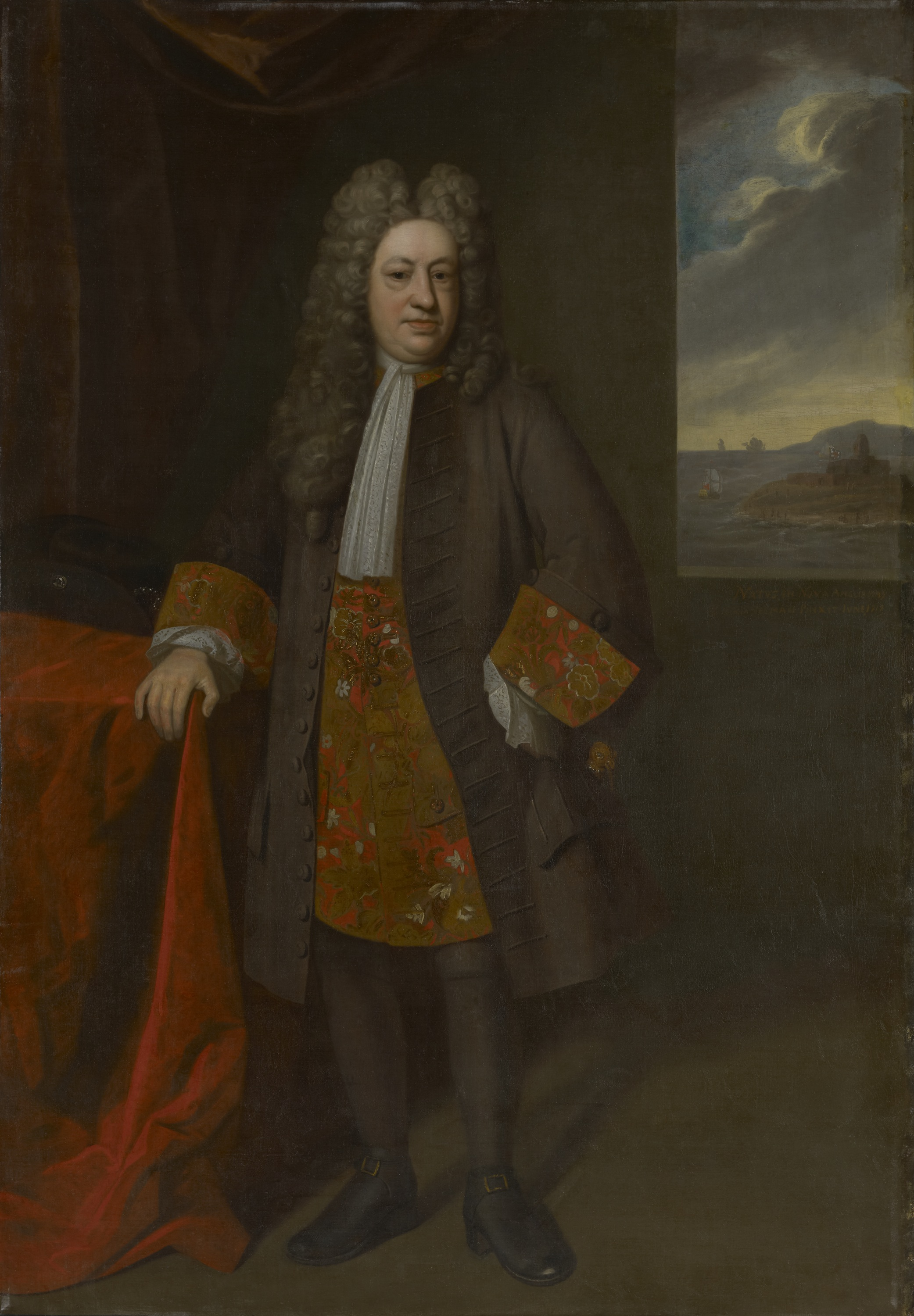
Elihu Yale (Gemälde von Enoch Seeman 1717)

Elihu Yale (* 5. April 1649 in Boston, Massachusetts Bay Colony; † 8. Juli 1721 in London) war britischer Kaufmann, Gouverneur der Britischen Ostindien-Kompanie in Madras und Förderer des nach ihm benannten Yale College, aus dem später die Yale University hervorging.

## Leben
Elihu Yale war der zweite Sohn des aus Denbighshire, Wales, stammenden Kaufmanns David Yale (1614–1690) und wurde in Boston in der damaligen Massachusetts Bay Colony geboren. Er kehrte 1652 mit seiner Familie nach England zurück, wuchs in London auf und ging auch dort zur Schule. 1670 trat er in die Dienste der Englischen (ab 1707 Britischen) Ostindien-Kompanie und arbeitete zunächst in deren Hauptquartier in der Londoner Leadenhall Street. 1671 wurde er ausgewählt als Schreiber nach Madras (Indien, heute Chennai) versetzt zu werden, wo er 1672 eintraf und schnell Karriere machte. 1678 wurde er zum Faktoristen befördert und 1679 assistierender Richter am örtlichen Gericht von Madras.
Im Dezember 1681 wurde Yale nach Porto Novo südlich von Madras geschickt, um Stützpunkte zu sichern, von denen aus das Unternehmen seinen Handel ausweiten konnte. Wider Erwarten erhielt er zu sehr günstigen Bedingungen die Erlaubnis für Siedlungen in Porto Novo, Cuddalore und Kunimedu. Zwischen August 1684 und Januar 1685 übte Yale während der Ortsabwesenheit des Gouverneurs von Madras, William Gyfford, kommissarisch dessen Amt aus und wurde im Juli 1687 dessen regulärer Nachfolger als Gouverneur von Madras. Während seiner Amtszeit eroberte das Mogulreich die alte Golkonda-Dynastie und kämpfte mit dem Marathenreich um die Vorherrschaft. Das daraus resultierende Banditentum und der Mangel an lokaler Autorität in der Region behinderten den Handel der Ostindien-Kompanie. Die Franzosen mussten in einem Seegefecht bei Madras am 15. August 1690 zurückgeschlagen werden. Der Krieg zwischen der Ostindien-Kompanie und den Moguln im Norden führte zur Evakuierung der bengalischen Niederlassungen nach Madras, wo Yale sehr schwierige Verhältnisse innerhalb des Personals regeln musste, bevor Job Charnock und seine Agentur nach Bengalen zurückkehren konnten. Er ließ die Siedlung in Madras ausbauen und die Besitzungen der Ostindien-Kompanie in der Region ausweiten. Er musste eine schwere regionale Hungersnot und die damit einhergehenden Epidemien bekämpfen und bemühte sich in dieser Zeit darum, die Praxis der Entführung von Einheimischen, insbesondere von Kindern, zum Zwecke des Exports als Sklaven in seinem Machtbereich einzudämmen, gleichwohl er im Übrigen den Sklavenhandel im Namen der Ostindien-Kompanie vorantrieb.
Neben seiner Tätigkeit für die Ostindien-Kompanie betrieb er im von der Kompanie erlaubten Rahmen auch äußerst gewinnbringende private Handelsgeschäfte, insbesondere mit Edelsteinen, wodurch er schnell reich wurde. Yale beteiligte sich unter anderem auch privat am Handel mit in Afrika erworbenen Sklaven zum Weiterverkauf in Hinterindien.
Der große wirtschaftliche Erfolg seiner privaten Unternehmungen löste mit der Zeit in London großes Misstrauen gegen ihn aus, sodass er im Oktober 1692 als Gouverneur abgelöst wurde. Yale blieb noch einige Jahre in Madras, wo er seinen privaten Handel weiterführte. Im Februar 1699 verließ er Madras als sehr wohlhabender Mann nach England. Dort lebte er in der Folgezeit vorwiegend in London, wo er am Queen’s Square an der Great Ormond Street in Bloomsbury ein repräsentatives Haus erbauen ließ, und betätigte sich als Sammler von Kunstgegenständen. Er behielt aber auch das Landhaus seines Vaters, Plas Grono, bei Wrexham in Denbighshire. 1704 wurde er zum High Sheriff von Denbighshire ernannt.
Im Jahr 1680 hatte Yale in Madras Catherine Elford (1651–1728), die Witwe seines Kollegen Joseph Hynmers, geheiratet. Es war die erste Trauung in der St. Mary’s-Kirche, die am 28. Oktober geweiht worden war. Er überlebte seine Söhne und hinterließ aus der Ehe drei Töchter.
Elihu Yale starb am 8. Juli 1721 in seinem Haus in London. Er wurde am 22. Juli 1721 auf dem Friedhof der Kirche St Giles in Wrexham begraben, wo auch seine Eltern bestattet worden waren.

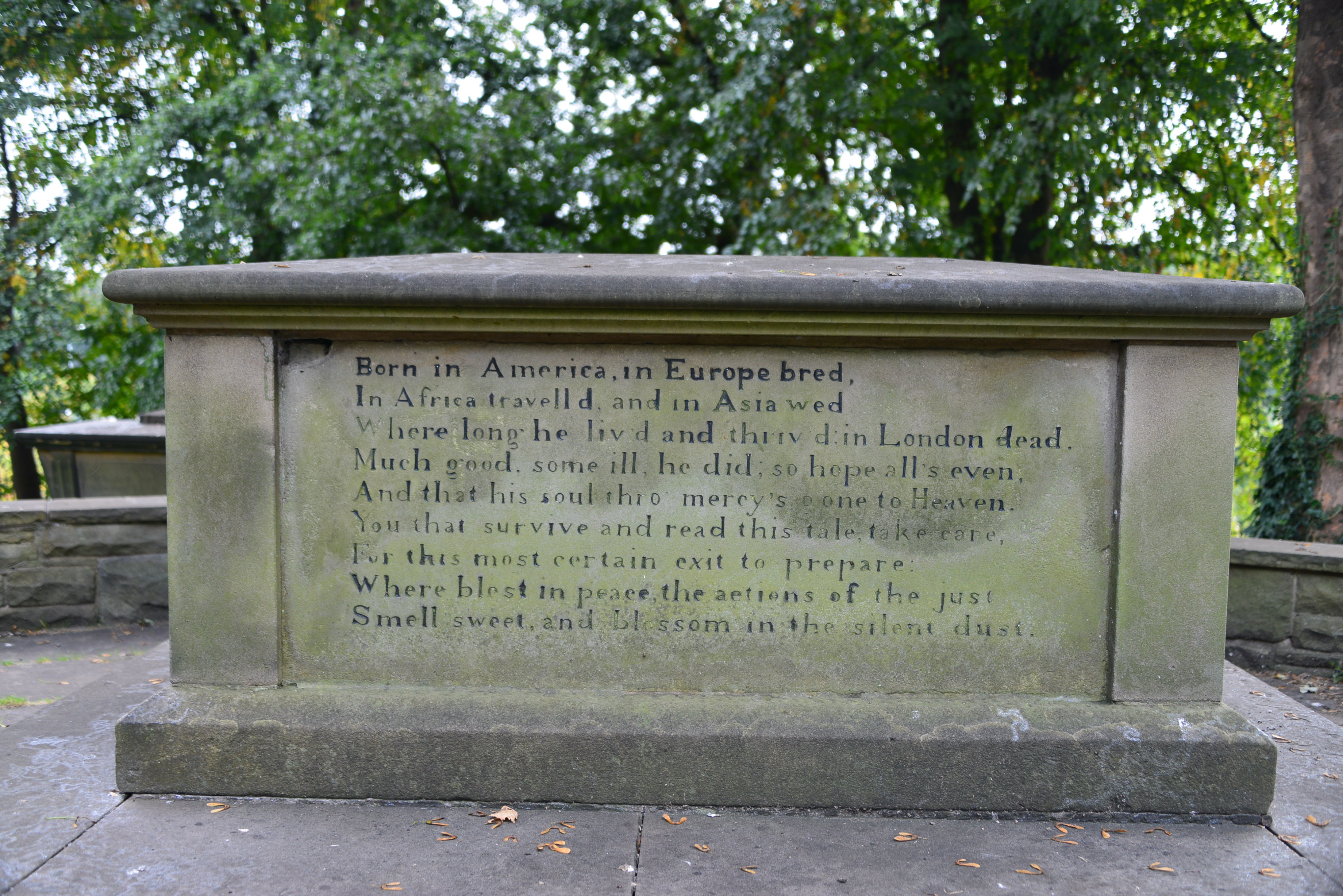
Grabstein von Elihu Yale

Die Grabinschrift lautet:
| Born in America, in Europe bred In Africa travell‘d and in Asia wed Where long he liv’d and thriv’d; In London dead. Much good, some ill, he did, so hope all’s even, And that his soul thro’ mercy's gone to Heaven. You that survive and read this tale, take care For this most certain exit to prepare: Where blest in peace, the actions of the just Smell sweet and blossom in the silent dust. | In Amerika geboren, in Europa aufgewachsen Durch Afrika gereist und in Asien vermählt Wo er lange lebte und prosperierte, starb er in London. Er tat viel Gutes und einiges Schlechtes, so dass hoffentlich alles ausgeglichen ist, Und dass seine Seele durch die Barmherzigkeit in den Himmel gekommen ist. Du, der du nach ihm lebst und diese Geschichte liest, bereite dich Auf das unausweichlich kommende Ende vor: Wo im Frieden gesegnet, die Taten der Gerechten Süß duften und blühen im stillen Staub. |

## Yale College
Yale verwendete einen Teil seines Vermögens zur Unterstützung der missionarischen Ideen anglikanischer Bischöfe, mit denen er verkehrte, darunter der Wunsch, die amerikanischen Siedlungen für die Church of England zurückzugewinnen. In diesem Rahmen unterstützte Elihu Yale auf Bitten des Puritaners Cotton Mather die Collegiate School in Old Saybrook in Connecticut, die 1716 nach New Haven in Connecticut umzog und 1718 zu seinen Ehren in Yale College umbenannt wurde, mit umfangreichen Spenden. 1713 schenkte er 32 Bücher, 1718 weitere 417 Bücher, ein Gemälde des britischen Königs Georg I. und neun Ballen Textilien, die zugunsten des Colleges verkauft werden sollten. 1721 fügte er eine weitere Warenlieferung zum Verkauf hinzu. Der Gesamtwert dieser Spenden betrug rund 1162 £ (für damalige Verhältnisse eine enorme Summe). In einem undatierten und nicht unterzeichneten Entwurf seines Testaments vermachte er dem College weitere 500 £, was jedoch seine Familie erfolgreich gerichtlich anfocht.
1887 wurde das Yale College offiziell in Yale University umbenannt.

## Kontroversen
In seinen Funktionen als Gouverneur und Geschäftsmann bereicherte Yale sich durch Beteiligung am Sklavenhandel im Indischen Ozean und im Einflussbereich der Präsidentschaft Madras. In den 1680er Jahren nahm er an einer Ratsversammlung teil, die im Rahmen der Handelsgeschäfte auf Rechnung der Ostindien-Kompanie eine ten-slaves-per-vessel genannte Regelung einführte, nach der auf jedem europäischen Schiff aus der Kolonie mindestens zehn Sklaven ausgeführt werden sollten. Zudem verfolgte er alle Händler, die Geschäfte in Südostasien machten und nicht von der Ostindienkompanie lizenziert worden waren.